# Eriococcus zernae
Eriococcus zernae är en insektsart som först beskrevs av Tereznikova 1977.  Eriococcus zernae ingår i släktet Eriococcus och familjen filtsköldlöss.
Artens utbredningsområde är Ukraina. Inga underarter finns listade i Catalogue of Life.